# Hersilia arborea
Espèce
Hersilia arborea est une espèce d'araignées aranéomorphes de la famille des Hersiliidae.

## Distribution
Cette espèce se rencontre en Afrique du Sud, en Namibie et au Zimbabwe.

## Description
Les mâles mesurent de 4,3 à 5,25 mm et les femelles de 4,8 à 7,5 mm.

## Publication originale
- Lawrence, 1928 :  Contributions to a knowledge of the fauna of South-West Africa VII. Arachnida (Part 2). Annals of the South African Museum, vol. 25, p. 217-312.